# Aleksander Vezenkov
Aleksander "Sasha" Vezenkov (Nicosia, Chipre, 6 de agosto de 1995) es un jugador de baloncesto búlgaro, con nacionalidad griega y chipriota, que pertenece a la plantilla del Olympiacos de la A1 Ethniki griega. Mide 2,03 metros de altura, y juega en la posición de ala-pívot.

## Trayectoria deportiva

### Europa
Dio sus primeros pasos en el Hapoel de Nicosia, para dar el salto al Aris de Salónica en 2009. Un año más tarde, con tan solo 15 años, debutaría con el histórico club heleno en la máxima categoría del baloncesto griego. En la temporada 2014/15 se consagra en la élite promediando 16,8 puntos y 7,3 rebotes por partido, siendo el máximo anotador y quinto mejor reboteador de la liga griega sin ni siquiera cumplir la veintena. Esas mismas cifras le dieron el premio a MVP de la liga griega.
En julio de 2015, el jugador se compromete con el FC Barcelona por cuatro temporadas a cambio de un montante total de dos millones de euros. El equipo azulgrana compensaría con una cifra aproximada 315 000 euros a su club de origen para conseguir la carta de libertad.
Tras disputar tres temporadas en el club azulgrana, en julio de 2018 firma un contrato por dos años con el Olympiacos griego. El 10 de julio de 2020 firmó una extensión de dos años con el equipo. Logró el récord de su carrera en la Euroliga el 18 de marzo de 2021, anotando 31 puntos en una victoria por 80-84 ante el Alba Berlín.
En la temporada 2021-22, Vezenkov se asentó como titular habitual en el Olympiacos. El 20 de febrero de 2022 registró 18 puntos y 13 rebotes en la final de la Copa de Grecia contra su archirrival Panathinaikos, ayudando al club a ganar su primer título después de seis años. También fue nombrado MVP de febrero de la Euroliga, jugando un papel importante en el Olympiacos terminando segundo en la temporada regular de la Euroliga con un récord de 19-9, el mejor resultado del club. El 27 de abril de 2022 anotó 17 puntos y capturó 9 rebotes en la victoria fuera de casa por 83-87, en el tercer partido de la serie de playoffs contra AS Mónaco, ayudando a su equipo a recuperar la ventaja de campo y finalmente clasificarse para la Final Four de la Euroliga por primera vez desde 2017. Terminó la temporada de la Euroliga con un promedio de 13,7 puntos, 5,9 rebotes y una valoración de 17,8. Su actuación le valió un puesto en el mejor quinteto de la Euroliga. El 17 de junio de 2022, en el tercer partido de la final de la liga griega contra el Panathinaikos, anotó 25 puntos, 6 rebotes y 3 asistencias, con el Olympiacos completando el doblete doméstico, habiendo barrido a todos sus rivales.
En la temporada 2022-23 de la Euroliga fue elegido MVP del torneo, y ganó el Trofeo Alphonso Ford al máximo anotador.

### NBA
El 22 de junio de 2017, fue elegido en la quincuagésimo séptima posición del draft de la NBA de 2017 por los Brooklyn Nets.
El 14 de enero de 2021, sus derechos fueron a parar a los Cleveland Cavaliers, en un acuerdo múltiple que involucró el traspaso de James Harden. Pero el 23 de junio, sus derechos fueron traspasados a Sacramento Kings.
En junio de 2023 firmó por los Sacramento Kings por tres temporadas y 20 millones de dólares. Con triple nacionalidad chipriota, griega y búlgara, es el primer jugador chipriota con contrato NBA y el segundo búlgaro desde que Gueorgui Glushkov debutara en la NBA en la temporada 1985-86.
Tras una temporada en Sacramento en la que no contó con demasiados minutos, el 26 de junio de 2024 es traspasado, junto a Davion Mitchell, a Toronto Raptors a cambio de Jalen McDaniels. Pero el 22 de julio fue despedido por los Raptors.

### Regreso a Europa
El 25 de julio de 2024 se anunció que regresaba al Olympiacos de la A1 Ethniki griega.

## Selección nacional
El jugador ha defendido la camiseta de la selección búlgara en categorías inferiores, logrando ser, por ejemplo, el máximo anotador y reboteador del EuroBasket Sub-20 celebrado en Grecia en 2014.
[actualizar]
En septiembre de 2022 disputó con el combinado absoluto búlgaro el EuroBasket 2022, finalizando en vigésima posición.

## Estadísticas de su carrera en la NBA

### Temporada regular
| Año     | Equipo     | PJ | PT | MPP  | %TC  | %3P  | %TL  | RPP | APP | ROB | TPP | PPP |
| ------- | ---------- | -- | -- | ---- | ---- | ---- | ---- | --- | --- | --- | --- | --- |
| 2023-24 | Sacramento | 42 | 0  | 12.2 | .440 | .375 | .800 | 2.3 | .5  | .5  | .2  | 5.4 |
| Total   | Total      | 42 | 0  | 12.2 | .440 | .375 | .800 | 2.3 | .5  | .5  | .2  | 5.4 |

## Vida personal
Nacido en Chipre y poseedor de la doble nacionalidad búlgara y griega, su padre fue capitán de la selección búlgara de baloncesto, mientras su hermana lo fue en la de Chipre.